# Typ C11
Die Schiffe des Typs C11 bzw. der C11-Klasse der US-amerikanischen Reederei American President Lines waren bei ihrem Bau die weltweit größten Containerschiffe.

## Einzelheiten
Die Baureihe bestand aus den sechs Postpanmax-Containerschiffen APL China, APL Thailand, APL Japan, APL Korea, APL Philippines und APL Singapore. Auftraggeber war die US-amerikanische Reederei American President Lines. Die Bauserie entstand ab 1994 bei den Werften Howaldtswerke-Deutsche Werft (HDW) in Kiel und Daewoo Heavy Industries (DHI) in Südkorea. Der Schiffstyp wurde auch nach Einordnung der United States Maritime Administration (MARAD) schlicht als Typ C11 bezeichnet. Die C11-Schiffe konnten bis zu 4826 20-Fuß-Container befördern. Durch ihre große Breite war es möglich, 16 Container nebeneinander an Deck und 14 Container nebeneinander im Laderaum zu stauen. In den Luken konnten bis zu neun Lagen übereinander gefahren werden, an Deck waren es bis zu fünf Lagen. Eingesetzt wurden die Schiffe anfangs auf dem Transpazifikdienst der Reederei.

## Die Schiffe
| C11-Typ/Klasse  | C11-Typ/Klasse      | C11-Typ/Klasse | C11-Typ/Klasse                      | C11-Typ/Klasse                                      |
| Schiffsname     | Bauwerft/ Baunummer | IMO- Nummer    | Kiellegung Ablieferung              | Umbenennungen und Verbleib                          |
| --------------- | ------------------- | -------------- | ----------------------------------- | --------------------------------------------------- |
| APL China       | HDW/297             | 9074389        | 12. Juli 1994 19. Mai 1995          | 2020 in Aliağa verschrottet.                        |
| APL Thailand    | HDW/299             | 9077123        | 28. Februar 1995 29. November 1995  | 2020 in Alang verschrottet.                         |
| APL Japan       | HDW/298             | 9074391        | 30. November 1994 1. September 1995 | 2019 Japan, Abbruch ab 4. Juli 2019 in Alang.       |
| APL Korea       | DHI/4028            | 9074535        | 4. Februar 1995 27. September 1995  | 2019 Korea, Abbruch ab 16. August 2019 in Alang.    |
| APL Philippines | DHI/4033            | 9077276        | 30. Mai 1995 4. Januar 1996         | 2018 Pineza, Abbruch ab 24. November 2018 in Alang. |
| APL Singapore   | DHI/4029            | 9074547        | 3. April 1995 10. November 1995     | 2019 Singapore, Abbruch ab August 2019 in Alang.    |